# Wahlkreis Werdenberg
Wahlkreis Werdenberg är en av de åtta valkretsarna i kantonen Sankt Gallen i Schweiz. Valkretsarna i Sankt Gallen har ingen administrativ funktion, men används för statistiska ändamål. De kan jämföras med distrikten i andra schweiziska kantoner.
Werdenberg gränsar i öster till floden Rhen och Liechtenstein.

## Indelning
Valkretsen består av sex kommuner:
- Buchs
- Gams
- Grabs
- Sennwald
- Sevelen
- Wartau

Samtliga kommuner i distriktet är tyskspråkiga.